# Stubba ekhage
Stubba ekhage  är ett Natura 2000-område i Kristbergs socken, Motala kommun, Östergötlands län. 
Stubba ekhage är belägen i ett öppet jordbrukslandskap ca 2 km nordost om Kristbergs kyrka. Vid en central moränhöjd i ekhagen går rundade berghällar i dagen. I hagen finns ett 15-tal ekar med en diameter i brösthöjd på över en meter, förutom yngre generationer av ek och enstaka granar och björk. Flera rödlistade lavar förekommer i området, bland annat blyertslav och gul dropplav.